# Olsenbande Junior (Norwegen)

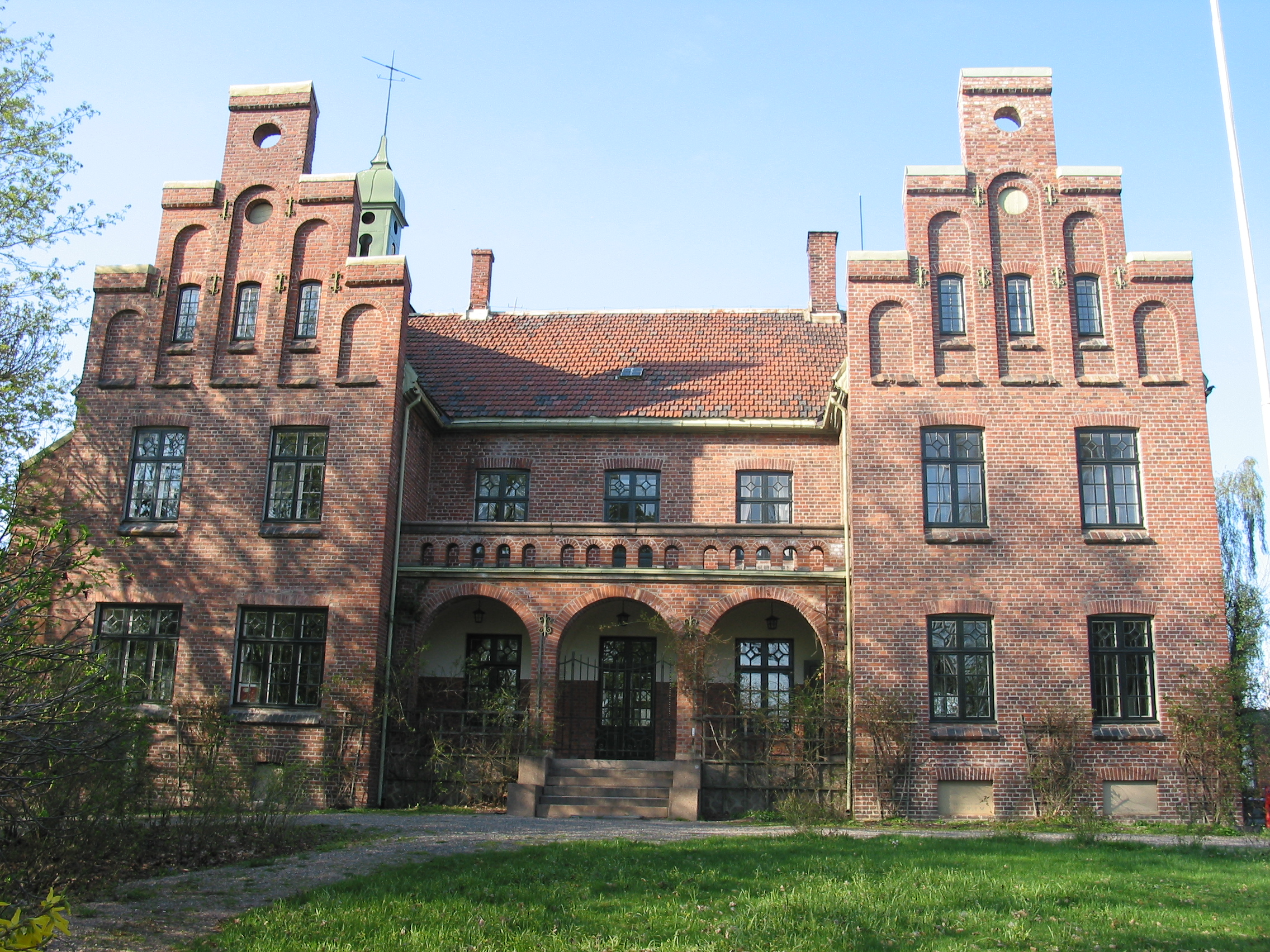
Das Schloss von Ringstabekk in der Kommune Bærum. In den Filmen befinden sich hier das Kinderheim Lykkebo sowie der Arrest und der Hauptwohnsitz des norwegischen Egon Olsen-Junior.

Die Olsenbande Junior (im Original: Olsenbanden jr. bzw. Olsenbanden junior) ist eine norwegische Filmreihe, die von 2001 bis 2010 von Nordisk Film produziert wurde. Die Filme beruhen auf einem ursprünglichen dänischen Konzept der Olsenbande und stellen als Prequel eine Fortsetzung der norwegischen Olsenbande in ihren Kindertagen dar. Die ersten zwei Filme dieser Filmreihe sind Neuverfilmungen der ersten beiden dänischen Folgen, alle späteren beruhen auf originären Drehbüchern. Übersetzung, Drehbuchadaption und Neuverfilmung der ersten Folgen wurden von Sverre Holm (ehemaliger norwegischer Benny-Darsteller) und Arne Lindtner Næss ausgeführt. Bei den eigenständigen Fortsetzungen führte Arne Lindtner Næss Regie und schrieb die Drehbücher, bei zwei Filmen mit Unterstützung seines Sohnes Peder Hamdahl Næss. Die Filmmusik stammt bei allen Filmen vom dänischen Komponisten Bent Fabricius-Bjerre.

## Geschichte
Ursprünglich wurden in Dänemark von 1969 bis 1999 14 Olsenbanden-Filme als Kriminalkomödien von Henning Bahs und Erik Balling gedreht.
Der norwegische Drehbuchautor und Regisseur Knut Bohwim schätzte nach gründlicher Prüfung vorab ein, das erste dänische Olsen-Film, "Die Olsenbande" in Norwegen nicht den erhofften Erfolg erzielen könnte, unter anderem wegen der häufigen Verwendung von Nationalsymbolen, wie z. B. dem Dannebrog, und dem starken Bezug zu Kopenhagen und Dänemark. Knut Bohwim entschied daraufhin, diese Filme als Remake mit norwegischen Schauspielern zu verfilmen. Er passte die Vorlagen so gut an die nationalen Gegebenheiten an, dass die Neuverfilmungen in Norwegen mit großer Begeisterung aufgenommen und somit zu seinem größten Erfolg wurden. Rollennamen, Handlungsorte und Nationalsymbole wurden dafür "norwegisiert".
Eine andere Neuverfilmung der dänischen Olsenbande wurde Mitte der 1990er-Jahre mit Kinderdarstellern in Schweden unter dem Titel Jönssonligan (Jönsson-Bande) produziert. Die Charaktere basierten dabei auf den schwedischen Erwachsenen-Figuren. Die ersten zwei schwedischen Junior-Verfilmungen wurden auch in deutscher Sprache synchronisiert. Später folgte man in Dänemark und Norwegen dem schwedischen Beispiel und erstellte jeweils eigene „Jugendversionen“ der Olsenbande. Zuvor erschien 1999 in Dänemark die 31-teilige dänische Fernsehserie Olsen-bandens første kup („Die Olsenbande Junior und ihr erster Coup“). Diese wurde zwei Jahre später in Norwegen als Olsenbandens første kupp neu verfilmt und zu Weihnachten 2001 als 24-teilige Weihnachtsserie (Julekalender) für Kinder im TV 2 gesendet, womit in Norwegen die eigenständige Olsenbande Junior-Filmreihe begann. Auch die darauf folgende dänische Fortsetzung Olsenbande Junior wurde in Norwegen als Olsenbanden jr. går under vann (Die Olsenbande geht unter Wasser) adaptiert.
Wie schon bei den anderen norwegischen Senior-Olsenbande-Neuverfilmungen wurden auch die norwegisierten Namen der Protagonisten der Filme weiter verwendet. Während der Name der Hauptperson Egon Olsen blieb, änderten sich die Namen von Benny Frandsen in Benny Fransen, von Kjeld Jensen in Kjell Jensen, Børge zu Basse Jensen (hier als Kjells Vater) und von Yvonne zu Valborg, Bøffen (Dummes Schwein) in Biffen sowie Kriminalkommissar Jensen (bzw. Mortensen) in Hermansen.

## Handlung
Die norwegische Olsenbande Junior-Filmreihe erzählt die Kindheitsgeschichte von Egon Olsen, Benny Fransen und Kjell Jensen (Prequel). Egon Olsen begegnete Kjell und Benny erstmals, als er in eine neue Schule versetzt wurde. Egon kam aus dem Osloer Waisenhaus Lykkebo, wo er fast seine ganze Kindheit verbracht hatte. Kjell und Benny wurden öfters auf dem Schulweg sowie in der Schule von Biffen, Johnny und Knut (Biffen-Bande) drangsaliert bzw. gemobbt. Doch als Egon neu in ihre Schulklasse kam, änderte sich das schlagartig. Er konnte Biffen mehrmals Paroli bieten bzw. diesen austricksen, so z. B. beim Armdrücken mit Hilfe eines Furzkissens.
Egon Olsen, Benny und Kjell gründeten gemeinsam mit Dynamit-Harry die Olsenbande. Nach Egons Plan führt diese kleinere Gaunereien und mehrere Coups durch, meist um "der Gerechtigkeit zum Sieg zu verhelfen". Ihr schärfster Widersacher ist die Biffen-Bande, die sich auch als willfährige Handlangerin von Egons erwachsenen Widersachern einspannen lässt. Meist behält aber die Olsenbande die Oberhand. Die Polizei ist der Olsenbande häufig auf den Fersen bzw. verdächtigt diese oft fälschlicherweise, bestimmte (Un-)Taten begangen zu haben. Während zum Auftakt die Polizisten Hermansen und Holm meistens die Feinde der Olsenbande unterstützen, entwickelt sich später eine Zusammenarbeit, bei der die wahren Schuldigen überführt werden bzw. man der Polizei auf die Sprünge hilft. Kjell versucht immer wieder Valborgs Liebe zu gewinnen bzw. ihr seine zu beweisen, was ihm nach mehreren Versuchen endlich gelingt. Biffen buhlt ebenfalls um Valborgs Liebe und agiert gegen Kjell. So erleben Valborg und Kjell die Höhen und Tiefen ihrer Beziehung. Benny Fransen versucht das Herz Ingrids, der Freundin Valborgs, für sich zu erobern. Wiederkehrende Teile des Handlung sind Egons (oft ungerechtfertigte) Arrestierung für kleine Vergehen und nach seiner Entlassung seine Begrüßung durch Benny und Kjell, die Fähnchen schwingen. Wie auch in den anderen Olsenbanden-Filmen ist das Anschlagsziel meist ein Franz-Jäger-Berlin-Tresor, der nur von einem Experten wie Egon Olsen mit der richtigen Ziffernkombination geöffnet werden kann. Am Ende kann die Olsenbande, trotz einiger Probleme, ihre Pläne bzw. Coups umsetzen und ihre Ziele erreichen sowie die wahren Täter überführen. Wohl aus Jugendschutzgründen wird bei den Planbesprechungen kein Bier getrunken. Dafür trinkt die Olsenbande-Junior bei solchen Anlässen gemeinsam meist gute Limonade aus Flaschen. Der jugendliche Dynamit-Harry hat hier natürlich auch kein Alkoholproblem, sondern ein alternatives Laster: Die Vorliebe für Lakritze und andere Süßigkeiten.

## Filme
Die zuerst in Dänemark erschienene Fernsehserie Olsen-Bandens første kup und der dänische Film Olsenbande Junior wurden in Norwegen entsprechend verändert neu verfilmt. Während in Dänemark nach der Olsenbande-Junior-Fernsehserie und des Olsenbande-Junior-Films keine weiteren Junior-Filme mehr produziert wurden, entstanden in Norwegen weitere eigene Fortsetzungen der Olsenbande-Junior-Filmreihe ohne entsprechende dänische Vorlagen (2003–2010), deren Teile zu den erfolgreichsten Produktionen der norwegischen Filmgeschichte gehören:
- 2001 Olsenbandens første kupp [24-teilige TV-Serie, als  Weihnachtsserie ausgestrahlt] („Die Olsenbande Junior und ihr erster Coup“) – nach der dänischen 31-teiligen Fernsehserie Olsen-Bandens første kup
- 2003 Olsenbanden Junior går under vann („Die Olsenbande Junior geht unter Wasser“) – nach dem dänischen Film Olsenbande Junior
- 2004 Olsenbanden Junior på rocker’n („Die Olsenbande Junior rockt“)
- 2005 Olsenbanden Junior på cirkus („Die Olsenbande Junior im Zirkus“)
- 2007 Olsenbanden Junior – Sølvgruvens hemmelighet („Die Olsenbande Junior – Das Geheimnis des Silberstollens“)
- 2009 Olsenbanden jr. Det sorte gullet („Die Olsenbande Junior – Das schwarze Gold“)
- 2010 Olsenbanden jr. Mestertyvens skatt („Die Olsenbande Junior – Der Meisterdieb“)[5]

Einige norwegische Olsenbande-Junior Verfilmungen wurden auch auf den Nordischen Filmtagen in Lübeck mehrfach öffentlich aufgeführt.

## Rollen in den norwegischen Verfilmungen
Wie bei der dänischen Junior-Bande wurden in den norwegischen Neuverfilmungen und Fortsetzungen die Hauptdarsteller der Jugendbande von Kinder- und Jugendschauspielern gespielt. Da der Zeitraum der Filmproduktionen sich über mehrere Jahre hinzieht (2001–2010), mussten die Schauspieler in gewissen Abständen durch jüngere Darsteller ersetzt werden.

### Hauptdarsteller
- Egon Olsen: Aksel Støren Aschjem, Ola Isaac Høgåsen Mæhlen, Oskar Øiestad und Thomas Stene-Johansen.
- Benny Fransen: Lars Berteig Andersen, Ole Martin Wølner und  Fridtjof Tangen.
- Kjell Jensen: Thomas Engeset, Robert Opsahl und Jonas Hoff Oftebro.

### Weitere Charaktere
- Valborg (Kjells Freundin): Julia Charlotte Geitvik, Maren Eikli Hiorth und Lina Sørlie Strand
- Ingrid (Freundin von Valborg und Benny): Karoline Gamlund, Ane Weie Nilsen und Regine Leenborg Anthonessen
- Dynamit-Harry: Jakob Schøyen Andersen, Jacob Beranek Hvattum und Petter Westlund
- Biffen (Dummes Schwein): Bastian Hafr, Daniel Damvall und Gunnar Maagø Hunstad
- Knut (Mitglied der Biffen-Bande): Raymond Henriksen, Jacob Vigeland und Haakon Selje
- Jonny (Mitglied der Biffen-Bande): Benjamin Røsler, Sindre Tveiten und Eilif Fjeld Teisbo
- Herman Hermansen (Sohn von Kriminalkommissar Hermansen): Halvor Borgen Lindstad,  Ole Martin Synnes und Thomas Fjeldberg

### Senior-Schauspieler aller Folgen
Während die Kinder- und Jugenddarsteller aufgrund ihres Erwachsenwerdens ihre Rolle wieder an jüngere Schauspieler abgeben mussten, spielten einige Senior-Darsteller ihre Rolle meist durchgehend in allen Fortsetzungen. Zu ihnen gehörten:
- Kjersti Holmen und Kari Ann Grønsund: Gudrun (Mutter von Kjell)
- Trond Brænne: Basse Jensen (Bassefar – Vater von Kjell)
- Anders Hatlo: Kriminalkommissar Hermansen
- Johannes Joner: Polizeiassistent Holm

Der Schauspieler Jan Grønli spielte in allen Folgen der Filmreihe immer den Gegenspieler bzw. Widersacher der Olsenbande. Er trat allerdings immer wieder in verschiedenen Rollen auf. So spielte er zuerst in der Serie Olsenbandens første kupp von 2001 den Rektor von Egons Schule, dann im ersten Film Olsenbanden jr. går under vann den Major Schultze, weiterhin trat er als Pop-Johansen,  Heimleiter Sigvald Pettersen, Maximillian von Klem  und  Ingenieur Hallandsen sowie im bisher letzten Film von 2010 als Kinderheimleiter Arne auf.

## Nachwirkungen
Die norwegische Olsenbande erfreut sich auch in Norwegen einer hohen Beliebtheit, ähnlich wie die dänische Olsenbande in Dänemark, Ostdeutschland und Osteuropa. Die norwegischen Olsenbande-Junior-Kinderfilme wurde als Filmreihe bis in die heutige Zeit fortgesetzt (2001–2010). Sie zählen zu den beliebtesten und erfolgreichsten Kinder- und Jugendfilmen in Norwegen. Die eigenständig gewordene Kinderfilmreihe hat dazu beigetragen, dass in Norwegen die allgemeine Beliebtheit der Olsenbande bzw. der sogenannte „Olsenbandenkult“ auch auf die junge Generation übergegriffen hat. So vermarktet unter anderem auch die norwegische Schnellrestaurantkette Egon Restaurant erfolgreich den Namen Egon (Olsen).

### Theater
Großer Beliebtheit erfreuen sich in Norwegen die Theateraufführungen mit Kinder- und Jugenddarstellern der Olsenbande-Junior. Es werden verschiedene Handlungsstränge aus dem Olsenbande- bzw. Olsenbande-Junior-Universum nachgespielt oder eigens dafür geschriebene Theaterstücke herangezogen. Der Film Olsenbanden Junior på rocker’n („Die Olsenbande Junior rockt“) beruht auf einer vorhergehenden Theateraufführung im Oslo Nye Teater (Neues Osloer Theater) im Jahr 2005. Die Olsenbande-Junior-Stücke werden von professionellen Theaterschauspielern an bekannten Theatern, aber auch an Schultheatern und in Kulturzentren von Schülern und Laiendarstellern gespielt. Auch der folgende Film „Die Olsenbande Junior im Zirkus“ (Olsenbanden jr. på Cirkus, bzw. Olsenbanden jr. på Sirkus) wurde 2005 zuerst im Oslo Nye Teater (Neues Osloer Theater) als musikalisches Theaterstück aufgeführt, bevor das Stück anschließend verfilmt wurde. Das Musical Olsenbanden jr. på Cirkus wurde vom 3. Februar 2005 bis zum 11. Juni 2005 mehrfach im Oslo Nye Teater aufgeführt. Für das Musical führte hier Regie Ivar Tindberg, als Choreograf war Helén Vikstvedt verantwortlich und die Szenographie wurde von John Kristian Alsaker durchgeführt. Die Rollen der Kinder wurden wechselseitig von zwei verschiedenen Darstellergruppen besetzt, um eine kontinuierliche Aufführung zu gewährleisten. Ein Teil der Schauspieler und der Kinderdarsteller des Musicals, spielten später auch in dem folgenden gleichnamigen Olsenbanden-Junior-Film mit.

### Norwegische Olsenbande-Junior Musik-CDs
Die aus den Folgen bekanntgewordenen Musikstücke, Lieder und Songs wurden nach den Filmveröffentlichungen auf Musik-CDs, MP3-Dateien und iTunes noch einmal vermarktet. Für den Film Die Olsenbande Junior rockt und dem dazu nachher herausgegebenen Musikalbum, wurde der Soundtrack der Olsenbande-Titelmelodien von Bent Fabricius-Bjerre erstmals auch in einer neuen Rockmusik-Variation dazu geschaffen bzw. veröffentlicht. Das Musikalbum zum Filmes war unter dem gleichnamigen Musiktitel: Olsenbanden Jr. – Olsenbanden Jr. på rocker'n, 3 Wochen lang (10/2004 – 12/2004) auf der Liste der Nummer-eins-Hits in Norwegen (2004). Ebenso stand das Musikalbum zum Film war unter dem gleichnamigen Musiktitel: Olsenbanden Jr. – Olsenbanden jr. på Cirkus, 1 Woche lang (10/2006) auf der Liste der Nummer-eins-Hits in Norwegen (2006).
- 2001: Olsenbanden Jr's Første Hits aus der Fernsehserie Olsenbandens første kupp[13]
- 2004: Olsenbanden Junior på rocker’n – Musik-CD bei EMI, Katalognummer: 7243 5 98223 2[14]
- 2006: Olsenbanden Junior på cirkus – 2 Musik-CDs bei  EMI, Katalognummer: 094635207729[15]

### Comicserien und Computerspiel
Zu den norwegischen Olsenbande-Junior-Filmen wurden auch eigene Comicserien publiziert, ähnlich wie auch zur Senior-Bande in Norwegen.
- 2001: Olsenbanden jr. julealbum (Olsenbande Junior Weihnachtsalbum) Olsenbanden jr. og millionlotteriet julen (Die Olsenbande Junior und die Millionenlotterie); Autor: Dag E. Kolstad, Zeichnung: Arild Midthun, Kolorierung: Karl Bryhn; Oslo 2001; Egmont Serieforlaget AS; ISBN 82-429-1942-9[18]
- 2004: Olsenbanden jr. julealbum (Olsenbande Junior Weihnachtsalbum) Olsenbanden jr. hopper i det! (Die Olsenbande Junior springt); Autor: Dag E. Kolstad, Zeichnung: Arild Midthun, Kolorierung: Karl Bryhn; Oslo Egmont Serieforlaget[19]

Des Weiteren wurde zur norwegischen Olsenbande-Junior auch ein Computerspiel Olsenbanden Junior i vikingenes fotspor („Die Olsenbande Junior auf Wikinger-Spuren“) veröffentlicht.